# Medaille voor de Spaanse Burgeroorlog 1936-1939
De Medaille voor de Spaanse Burgeroorlog 1936-1939 (Spaans: Medalla de la Campaña Española) is een Spaanse militaire onderscheiding. Deze medaille werd op 26 januari 1937 ingesteld. De medaille werd aan leden van het Falangistische strijdkrachten in de strijd tegen republikeinen tijdens de Spaanse Burgeroorlog verleend. De leden van het Legioen Condor  onder het bevel van Generalmajor Hugo Sperrle en het Italiaanse vrijwilligerskorps CTV konden ook met de medaille worden onderscheiden. Het aantal medailles kan niet meer met zekerheid worden vastgesteld, dit omdat de medaille zelf in onbekende aantallen in Spanje is geproduceerd.

## Uiterlijk
De bronzen medaille is in het mat zwart uitgevoerd. De medaille heeft een vergulde rand, en is met designelementen versierd. De voorzijde van de medaille is met een eiken- en lauwerkrans omlijst. De datum van 17. JVLIO 1936 (17 juli 1936) op de medaille, is het begin van de gewapende opstand van de Republikeinen. De gestileerde leeuw, houdt in zijn klauwen een draak, waarboven het symbool van het communisme in de vorm van een hamer en sikkel is te herkennen. In de achtergrond zijn vier vergulde zwaarden, die elk verticaal en horizontaal de medaille kruisen afgebeeld.
Op de achterzijde van de medaille, staat tekst ARRIBA ESPAÑA  (Spanje leeft hoog). De gekozen belettering is een parodie op het lied van de Spaanse Republikeinen, die met het lied „Viva España" (het volkslied van Spanje) tegen Franco vochten. Het grootste deel van de medaille wordt door een adelaar bezet, die in zijn klauwen het Spaanse nationale wapen uit de tijd van het Franco-regime vasthoudt. Rechts staan de symbolen juk en pijl, het symbool van de Falange. Hieronder staat een gestileerde Spaanse stahlhelm, die het leger zou moeten symboliseren. Alle de drie getoonde symbolen (staat, leger en partij) zijn bedoeld om hun saamhorigheid te symboliseren. 

## Draagwijze
De medaille werd aan een lint over de linker borstzak van het uniform gedragen. Het lint verschilt per type ontvanger. Als het om een combatant (frontstrijders/deelnemer) gaat, is het lint geel met rode zijstrepen en een smalle zwarte rand. Het lint voor non-combatant (achterhoede) heeft een groene rand in plaats van het zwart.

## Enkele decorati
- Adolf Galland (Legioen Condor)[2]
- Werner Mölders (Legioen Condor)[3]
- Wolfram von Richthofen (Legioen Condor)[4][5][6]
- Günther Lützow (Legioen Condor)[7][8]
- Hugo Sperrle (Legioen Condor)[9]

| Batons van de Medaille voor de Spaanse Burgeroorlog 1936-1939 | Batons van de Medaille voor de Spaanse Burgeroorlog 1936-1939 | Batons van de Medaille voor de Spaanse Burgeroorlog 1936-1939 | Batons van de Medaille voor de Spaanse Burgeroorlog 1936-1939 |
| ------------------------------------------------------------- | ------------------------------------------------------------- | ------------------------------------------------------------- | ------------------------------------------------------------- |
| Frontstrijders                                                | Deelnemers                                                    | Achterhoede                                                   |                                                               |